# Jean-Luc Ettori
Jean-Luc Ettori (Marsiglia, 29 luglio 1955) è un ex calciatore e allenatore di calcio francese con passaporto italiano, di ruolo portiere.
Dal 1994 al 2013, con le sue 602 presenze in Division 1, è stato il calciatore con più presenze nella storia del massimo campionato francese, record poi infranto da Mickaël Landreau.

## Carriera
Ha disputato tutta la carriera con la maglia del Monaco, vincendo per tre volte lo scudetto (1977-1978, 1981-1982 e 1987-1988) e, sempre per tre volte, la Coppa di Francia (1980, 1985 e 1991), ha giocato anche una finale di Coppa delle Coppe (1991-92) persa contro i tedeschi del Werder Brema per 2-0.
Ha collezionato anche 9 presenze in Nazionale tra il 1980 e il 1982, la maggior parte delle quali difendendo la porta transalpina durante il Campionato mondiale di calcio 1982, dove disputò 6 gare su 7, saltando la finale per 3º posto, persa con la Polonia, a favore di Castaneda.

## Palmarès

### Club

#### Competizioni nazionali
- Campionato francese: 3

Monaco: 1977-1978, 1981-1982, 1987-1988
- Coppa di Francia: 3

Monaco: 1979-1980, 1984-1985, 1990-1991
- Supercoppa francese: 1

Monaco: 1985